# A Hungry Pair
A Hungry Pair è un cortometraggio muto del 1911 diretto da Gilbert M. 'Broncho Billy' Anderson e prodotto dalla Essanay di Chicago.

## Produzione
Il film fu prodotto dalla Essanay Film Manufacturing Company. Venne girato a Santa Monica.

## Distribuzione
Distribuito dalla General Film Company, il film - un cortometraggio in 160 metri - uscì nelle sale cinematografiche USA il 5 luglio 1911. Nelle proiezioni, veniva programmato con il sistema dello split reel, accorpato in un'unica bobina con un altro cortometraggio prodotto dall'Essanay, la commedia Swat the Fly.